# Timana horni
Timana horni är en fjärilsart som beskrevs av Louis Beethoven Prout 1922. Timana horni ingår i släktet Timana och familjen mätare. Inga underarter finns listade i Catalogue of Life.